# (14106) 1997 UO24
(14106) 1997 UO24 est un astéroïde de la ceinture principale d'astéroïdes découvert en 1997.

## Description
(14106) 1997 UO24 a été découvert le 27 octobre 1997 à l'observatoire astronomique de Bergisch Gladbach en Allemagne par Wolf Bickel.

### Caractéristiques orbitales
L'orbite de cet astéroïde est caractérisée par un demi-grand axe de 2,76 UA, un périhélie de 2,67 UA, une excentricité de 0,03 et une inclinaison de 1,57° par rapport à l'écliptique. Du fait de ces caractéristiques, à savoir un demi-grand axe compris entre 2 et 3,2 UA et un périhélie supérieur à 1,666 UA, il est classé, selon la JPL Small-Body Database, comme objet de la ceinture principale d'astéroïdes.

### Caractéristiques physiques
(14106) 1997 UO24 a une magnitude absolue (H) de 14,5 et un albédo estimé à 0,361.